# 孔休源
孔休源（469年—532年），字庆绪，会稽郡山陰县（今浙江省绍兴市）人，南朝齊、南朝梁官员、学者，孔子三十二代孙。
孔休源曾祖孔遥之，刘宋尚书水部郎。南朝齐廬陵王記室参軍孔珮的儿子。十一岁丧父，居丧尽礼，每见父手所写手跡，一定慟哭流涙。師事吴兴郡沈驎士学习经学，略通大义。497年（建武四年），州举秀才，太尉徐孝嗣見他的对策，激賞为「足称王佐之才」。孔休源与王融相友善，王融把他推薦给竟陵王蕭子良，为西邸学士。502年（中興二年），蕭衍担任梁公，孔休源与南阳劉之遴为太学博士。孔休源初到建康，住在同宗少府卿孔登家中。以祠事入廟，见到侍中范雲，得到褒赏。後范雲乘輿至少府門拜訪，孔登以为拜访自己，便拂筵整带，范雲没有见孔登，只和孔休源終日高談，同载还家。
孔休源在南朝梁臨川王蕭宏府中任行参軍。武帝蕭衍向吏部尚書徐勉询问一位有学艺、解朝儀的人物，充当尚書儀曹郎的人選，徐勉推荐孔休源。武帝即日任命孔休源兼任尚書儀曹郎中。当时礼乐制度多改革，每每求访前事，孔休源凭記憶随机断决，没有逡巡迟滞。吏部郎任昉称他为「孔独誦」。
孔休源转任建康獄正。后来再任中书舍人，臨川王蕭宏属下司徒府記室参軍，转任尚書左丞。当时，太子詹事周捨編纂《礼疑義》，採集自汉魏至齐梁的礼学疑義。孔休源所有上奏議論，都加以收录。孔休源担任給事黄門侍郎，兼御史中丞。出任少府卿，兼行丹陽尹事。514年（天监十三年），在晋安王蕭綱属下担任宣惠府長史、南郡太守、行荊州府州事。武帝命幼年的蕭綱師事孔休源。515年（天监十四年），始興王蕭憺代蕭綱駐守荊州，孔休源以南郡太守、行府州事，在蕭憺属下担任鎮右府長史。他在荊州有治绩，受位通直散騎常侍、領羽林監。转任秘書監，受号明威将軍。普通年間，在晋安王蕭綱属下担任雲麾府長史、南蘭陵郡太守，行南徐州事。
召回建康，担任太府卿，改为都官尚書。不久，兼太子中庶子。526年（普通7年），臨川王蕭宏去世，武帝与群臣議論代替蕭宏出任揚州刺史的人選，贵戚王公都想出任，武帝以孔休源为宣惠将军、监扬州。530年（中大通二年），加授金紫光禄大夫，监扬州如故。在揚州白天決裁訴訟，夜晚通览古典。武帝出外巡幸，常以留守国事委任给他。
531年（中大通三年），昭明太子蕭統去世，武帝有敕夜召孔休源入宴居殿，与群公議論，推立晋安王蕭綱为皇太子。532年（中大通四年）五月，孔休源得病去世。享年六十四岁。追贈散騎常侍、金紫光禄大夫，谥号貞子。孔休源搜集书籍七千卷，自行校勘。他的上奏、議論、弹劾文，一共十五卷。

## 子
- 孔雲童[3]，長子，信奉佛教，官至岳陽王府諮議、東揚州別駕
- 孔宗軌[4]，幼子，历任尚書都官郎、司徒左西掾、中書郎，宗軌之孙孔德绍

## 延伸阅读
[在维基数据编辑]
 《梁書/卷36》，出自姚思廉《梁書》
 《南史/卷60》，出自李延壽《南史》